# Hesperomiza jaspidea
Hesperomiza jaspidea là một loài bướm đêm trong họ Geometridae.